# Lista över fornlämningar i Ovanåkers kommun
Lista över fornlämningar i Ovanåkers kommun är en förteckning av ett urval av de fornlämningar som finns i Ovanåkers kommun.

## Alfta
| Namn                    | Lämningstyp             | Tillkomsttid | Historisk indelning | Plats | Läge                 | ID-nr          | Bild                                 |
| ----------------------- | ----------------------- | ------------ | ------------------- | ----- | -------------------- | -------------- | ------------------------------------ |
| Smedjenäset (Alfta 4:1) | Gravfält                |              | Alfta, Hälsingland  |       | 61.342624, 15.982842 | 10239400040001 | Ladda upp en bild av detta fornminne |
| Alfta 5:1               | Stensättning            |              | Alfta, Hälsingland  |       | 61.339717, 15.991505 | 10239400050001 | Ladda upp en bild av detta fornminne |
| Alfta 38:1              | Gravfält                |              | Alfta, Hälsingland  |       | 61.113750, 15.680289 | 10239400380001 | Ladda upp en bild av detta fornminne |
| Alfta 312               | Husgrund, historisk tid |              | Alfta, Hälsingland  |       | 61.168036, 15.710277 | 12000000035640 | Ladda upp en bild av detta fornminne |
| Alfta 389               | Husgrund, historisk tid |              | Alfta, Hälsingland  |       | 61.252373, 15.710020 | 12000000039366 | Ladda upp en bild av detta fornminne |

## Ovanåker
| Namn                        | Lämningstyp  | Tillkomsttid | Historisk indelning   | Plats | Läge                 | ID-nr          | Bild                                 |
| --------------------------- | ------------ | ------------ | --------------------- | ----- | -------------------- | -------------- | ------------------------------------ |
| Ovanåker 1:1                | Hög          |              | Ovanåker, Hälsingland |       | 61.367430, 15.761399 | 10243100010001 | Ladda upp en bild av detta fornminne |
| Ovanåker 3:1                | Hög          |              | Ovanåker, Hälsingland |       | 61.368318, 15.756399 | 10243100030001 | Ladda upp en bild av detta fornminne |
| Ovanåker 3:2                | Hög          |              | Ovanåker, Hälsingland |       | 61.368326, 15.756089 | 10243100030002 | Ladda upp en bild av detta fornminne |
| Ovanåker 3:3                | Hög          |              | Ovanåker, Hälsingland |       | 61.368416, 15.757173 | 10243100030003 | Ladda upp en bild av detta fornminne |
| Ovanåker 4:1                | Hög          |              | Ovanåker, Hälsingland |       | 61.368357, 15.754152 | 10243100040001 | Ladda upp en bild av detta fornminne |
| Ovanåker 15:1               | Hög          |              | Ovanåker, Hälsingland |       | 61.366851, 15.762434 | 10243100150001 | Ladda upp en bild av detta fornminne |
| Ovanåker 15:2               | Hög          |              | Ovanåker, Hälsingland |       | 61.366859, 15.762612 | 10243100150002 | Ladda upp en bild av detta fornminne |
| Ovanåker 15:3               | Hög          |              | Ovanåker, Hälsingland |       | 61.366885, 15.762766 | 10243100150003 | Ladda upp en bild av detta fornminne |
| Brönabacken (Ovanåker 26:1) | Hög          |              | Ovanåker, Hälsingland |       | 61.358350, 15.913693 | 10243100260001 | Ladda upp en bild av detta fornminne |
| Ovanåker 33:1               | Hög          |              | Ovanåker, Hälsingland |       | 61.357410, 15.917102 | 10243100330001 | Ladda upp en bild av detta fornminne |
| Sibbes grav (Ovanåker 35:1) | Hög          |              | Ovanåker, Hälsingland |       | 61.433046, 15.697012 | 10243100350001 | Ladda upp en bild av detta fornminne |
| Ovanåker 40:1               | Röse         |              | Ovanåker, Hälsingland |       | 61.478229, 15.618546 | 10243100400001 | Ladda upp en bild av detta fornminne |
| Gruvudden (Ovanåker 43:1)   | Stensättning |              | Ovanåker, Hälsingland |       | 61.587933, 15.665541 | 10243100430001 | Ladda upp en bild av detta fornminne |
| Ovanåker 44:1               | Röse         |              | Ovanåker, Hälsingland |       | 61.587819, 15.555398 | 10243100440001 | Ladda upp en bild av detta fornminne |
| Ovanåker 112:1              | Hög          |              | Ovanåker, Hälsingland |       | 61.366867, 15.742776 | 10243101120001 | Ladda upp en bild av detta fornminne |
| Ovanåker 112:2              | Hög          |              | Ovanåker, Hälsingland |       | 61.367205, 15.743253 | 10243101120002 | Ladda upp en bild av detta fornminne |
| Ovanåker 112:3              | Stensättning |              | Ovanåker, Hälsingland |       | 61.367230, 15.743496 | 10243101120003 | Ladda upp en bild av detta fornminne |

## Voxna
| Namn       | Lämningstyp | Tillkomsttid | Historisk indelning | Plats | Läge                 | ID-nr          | Bild                                 |
| ---------- | ----------- | ------------ | ------------------- | ----- | -------------------- | -------------- | ------------------------------------ |
| Voxna 19:1 | Fornborg    |              | Voxna, Hälsingland  |       | 61.341678, 15.517009 | 10244500190001 | Ladda upp en bild av detta fornminne |
| Voxna 22:1 | Hög         |              | Voxna, Hälsingland  |       | 61.422946, 15.477684 | 10244500220001 | Ladda upp en bild av detta fornminne |